# Chen Cheng (General)

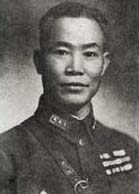
Chen Cheng

Chen Cheng (chinesisch 陳誠 / 陈诚, Pinyin Chén Chéng, * 4. Januar 1897 in Gaoshi, Kreis Qingtian, Provinz Zhejiang; † 5. März 1965 in Taipeh) war in der Republik China (1912–1949) ein Militär und Politiker sowie später Vizepräsident der Republik China (Taiwan).

## Leben
Chen wurde als Sohn eines kleineren Landbesitzers geboren und besuchte die allgemeinbildende Schule in Lishui sowie die Provinzschule in Hangzhou und kam 1918 zur Militärakademie in Baoding, wo er sich auf die Artillerie spezialisierte. Während seiner bis 1922 dauernden Ausbildung trat er im Sommer 1920 der Kuomintang bei. 1924 als Ausbilder an die Whampoa-Militärakademie berufen, entwickelte er dort eine lebenslange Freundschaft mit Chiang Kai-shek, und eine ebenso dauerhafte Abneigung gegen He Yingqin, den damaligen Chefausbilder der Militärakademie.

### Kriegseinsätze
Im Nordfeldzug gegen Warlords im Norden Chinas war ab 1926 Stabsoffizier im Rang eines Oberstleutnants. Bereits im folgenden Jahr erhielt er eine Beförderung zum Brigadegeneral und den Befehl über eine Division. Nach der chinesischen Wiedervereinigung beteiligte sich Chen 1928 an der Niederschlagung der kommunistischen Unruhen in der Provinz Jiangxi sowie 1929 am Sowjetisch-Chinesischen Grenzkrieg.
In den frühen 1930er Jahren führte er eine Reihe von Militäreinsätzen gegen Kommunisten, die diese schließlich zum sogenannten Langen Marsch in den Norden Chinas zwangen. Im März 1935 wurde Chen mit der Neuorganisation der Kavallerie, Artillerie und Pioniertruppen der Nationalrevolutionären Armee beauftragt. 1936 diente er erneut im Bürgerkrieg gegen die Kommunisten, diesmal in Shanxi. Nach dem Zwischenfall von Xi’an im Dezember 1936, bei dem Chen Cheng und Chiang Kai-shek vorübergehend in die Gewalt von Zhang Xueliang gerieten, schlossen sich die chinesischen Nationalisten mit den Kommunisten in einer Einheitsfront zusammen.
Zu Beginn des Japanisch-Chinesischen Krieges war Chen einer der wichtigsten Berater Chiang Kai-sheks, unter anderem in der Schlacht um Shanghai. Es war zum Teil seine Idee, die Japaner in den Süden und das Landesinnere zu locken, anstatt sich ihnen im Norden, wo diese über eine feste logistische Basis verfügten, zu stellen. Während der Schlacht um Wuhan war Chen Befehlshaber der 9. Militärregion und zugleich Gouverneur der Provinz Hubei. Nach der Flucht der Regierung nach Chongqing leitete er die Verteidigung des Gebiets. Während der Schlacht um Changsha 1939 wurde er Kommandant der 6. Militärregion im südlichen Hubei.
In der Schlacht von West-Hubei 1943 errang Chen Cheng einen strategischen Erfolg über die Japaner. Anschließend wurde er zum Befehlshaber der chinesischen Expeditionsstreitkräfte in Burma ernannt. In dieser Funktion geriet er erneut in Konflikte mit He Yingqin. Nach dem Beginn der japanischen Operation Ichi-gō im Frühjahr 1944 wurde er nach China zurückgerufen, um erneut gegen die Kommunisten vorzugehen. Im Dezember des Jahres erfolgte seine Ernennung zum Verteidigungsminister der Republik China.

### Nachkriegszeit

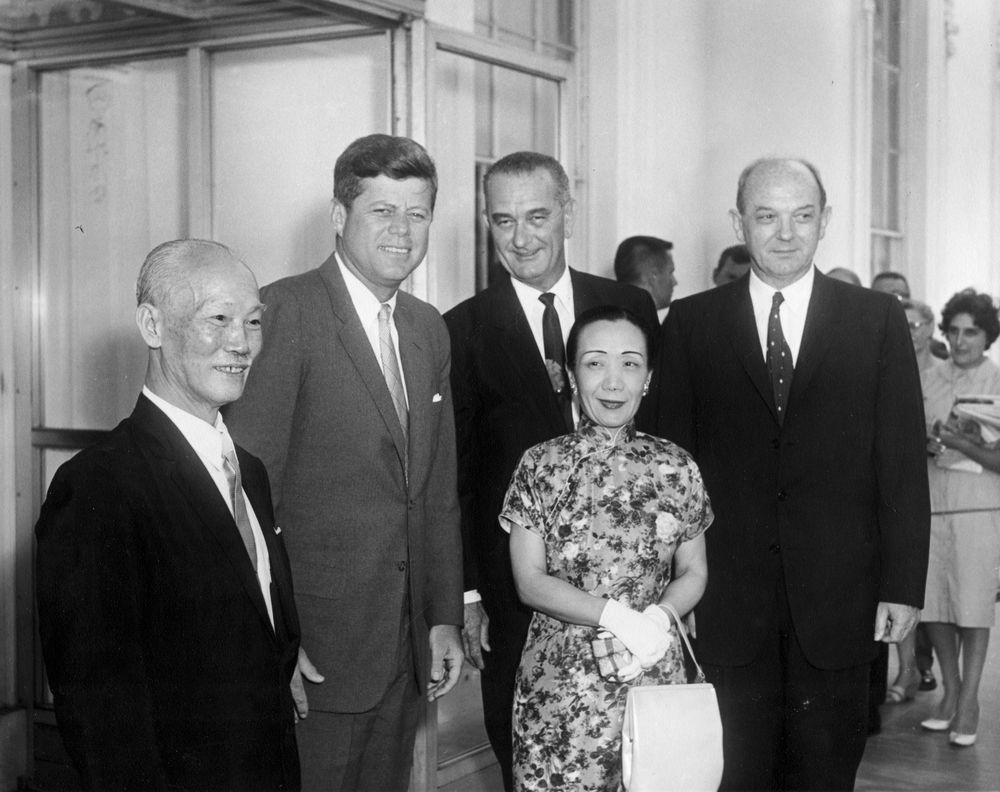
Chen mit seiner Frau auf Staatsbesuch in den USA 1961

Nach der Kapitulation Japans wurde Chen von Chiang zum Chef des Generalstabs und 1947 zum Oberbefehlshaber des nordöstlichen Hauptquartiers in der Mandschurei ernannt. Er musste letzteren Position Anfang 1948 aufgeben, um sich einer medizinischen Operation zu unterziehen. Anschließend wurde er zum Gouverneur der Provinz Taiwan ernannt, wo er im Mai 1949 den Ausnahmezustand ausrief, der 38 Jahre lang Bestand haben sollte.
Im März 1950 übernahm Chen den Vorsitz des Exekutiv-Yuans (Regierung) in Taipeh. 1952 erfolgte unter seiner Leitung eine Landreform. Im März 1954 und erneut im März 1960 wurde er zum Vizepräsidenten der Republik China gewählt. In dieser Funktion bereiste er im Sommer 1961 die USA, um die Beziehungen zwischen beiden Ländern zu stärken. Zwischen 1958 und 1963 war er erneut Premierminister. Er starb 1965 an Leberkrebs.

## Familie
Chen heiratete Tan Xiang, die Tochter von Tan Yankai, der 1928 das Amt des Premierministers der Republik China innehatte. Ihr gemeinsamer Sohn Chen Li-an (* 1937) übte verschiedene Ämter als Minister aus und war unabhängiger Präsidentschaftskandidat bei der Präsidentenwahl in der Republik China (Taiwan) 1996.